# 近畿大学附属和歌山高等学校・中学校
近畿大学附属和歌山高等学校・中学校（きんきだいがくふぞくわかやまこうとうがっこう・ちゅうがっこう、(英: Kindai University Wakayama High School and Junior High School）は、和歌山県和歌山市善明寺にある私立高等学校・中学校。近畿大学の附属学校である。略称は近大和歌山。

## 概要
学校内では、中学受験を経て入学する中高一貫の中等部（スーパー数理コース、数理コース）と、高校受験を経て入学する高等部（スーパーADコース、ADコース）に分かれている。県内有数の進学校であり、生徒の半数程度は国公立大学へと進学する。また、近畿大学の附属高校推薦入試制度があるため、近畿大学への進学も非常に多い。1991年から1月の共通テスト直後に卒業式を行っている。毎年1月末に高校の卒業式を行っている。県内で最も早い。
染髪、パーマ、化粧、ピアス、色付きのアンダーシャツなどは禁止されている。大阪南部や和歌山中部から通学する生徒もいる。携帯電話は2020年度から持ち込み可になった。また、2013年で開校30周年を記念して県下初の芝生グラウンドを設置した。

## 沿革
- 1983年（昭和58年）3月9日　近畿大学附属和歌山高等学校設置認可
- 1983年（昭和58年）3月31日　第一期工事完了（南校舎竣工）
- 1983年（昭和58年）4月1日　近畿大学附属和歌山高等学校開校
- 1983年（昭和58年）4月21日　第一回入学式挙行（於：県民文化会館）
- 1984年（昭和59年）3月21日　第二期工事完了（本館、北校舎、体育館竣工）
- 1984年（昭和59年）4月21日　校舎竣工記念行事挙行
- 1985年（昭和60年）4月1日　近畿大学附属和歌山中学校開校
- 1986年（昭和61年）3月6日　高等学校第一回卒業証書授与式挙行
- 1988年（昭和63年）3月24日　中学校第一回義務教育修了式挙行
- 1992年（平成４年）11月2日　創立10周年記念行事挙行
- 2002年（平成14年）4月1日　青踏女子短期大学校舎移管（東校舎）
- 2003年（平成15年）10月15日　創立20周年記念行事挙行
- 2007年（平成19年）3月7日　創立25周年記念行事挙行
- 2013年（平成25年）9月7日　創立30周年記念事業 人工芝グラウンド設置
- 2017年（平成29年）4月28日　紀美野町立みさと天文台と教育連携「スーパー共同利用制度に関する協定書」締結

## コース
- 高等学校（高校入試からの編入）
  - スーパーADコース（約60人）-　最難関国公立大学への進学を目指すコース。
  - ADコース（約115人）- クラブ活動や課外活動と勉学の両立を図りながら、希望大学への合格を目指すコース。ADコースには、サッカー部、ラグビー部、テニス部、陸上部など入学前に体育クラブへの入部を相談している生徒も含まれている。ただし、スポーツ科は存在しない為、入学後は普通科扱いとなる。

- 中学校
  - スーパー数理コース（約60人）- 最難関国公立大学への進学を目指すコース。
  - 数理コース（約115人）- 有名難関大学への進学を目指すコース。なお、「数理」とあるが、理系への選択を強制されるものではない。

※中学校からの入学生と高等学校からの入学生が一緒のクラスに編入されることはない。

## 部活動
体育クラブ
- サッカー部

1983年創部。全国高校サッカー選手権に10回出場し、最高戦績は2001年、2007年、2008年のベスト16。
2007年には天皇杯初出場を果たし、1回戦でFCセントラル中国（現 デッツォーラ島根）を5-2で下し、高校チームでは2003年の市立船橋高校・国見高校以来4年ぶりの天皇杯勝利をあげた。続く2回戦のホンダロック戦は1-3で敗れた。
2020年度には中高ともに女子サッカー部が創部された。
| 年度 （大会回数） | 回戦  | 対戦高校 （都道府県）           | 試合結果      |
| ----------------- | ----- | ------------------------------- | ------------- |
| 1992（第71回）    | 1回戦 | 丸岡高校（福井県代表）          | 0-4           |
| 1997（第76回）    | 1回戦 | 星稜高校（石川県代表）          | 0-1           |
| 2001（第80回）    | 1回戦 | 遠野高校（岩手県代表）          | 0-0（PK 6-5） |
|                   | 2回戦 | 高松商業高校（香川県代表）      | 2-1           |
|                   | 3回戦 | 鹿児島実業高校（鹿児島県代表）  | 1-2           |
| 2004（第83回）    | 2回戦 | 仙台育英高校（宮城県代表）      | 0-0（PK 4-5） |
| 2007（第86回)     | 1回戦 | 羽黒高校（山形県代表）          | 3-1           |
|                   | 2回戦 | 前橋育英高校（群馬県代表）      | 2-1           |
|                   | 3回戦 | 遠野高校（岩手県代表）          | 1-2           |
| 2008（第87回）    | 1回戦 | 北海高校（北海道代表）          | 2-0           |
|                   | 2回戦 | 長崎日大高校（長崎県代表）      | 1-0           |
|                   | 3回戦 | 滝川第二高校（兵庫県代表）      | 0-3           |
| 2009（第88回）    | 2回戦 | 矢板中央高校（栃木県代表）      | 0-1           |
| 2021（第100回）   | 1回戦 | 流経大柏高校（千葉県代表）      | 1-1（PK 5-4） |
|                   | 2回戦 | 静岡学園高校（静岡県代表）      | 0-1           |
| 2022（第101回）   | 2回戦 | 國學院久我山高校（東京都A代表） | 1-3           |
| 2024（第103回）   | 2回戦 | 明秀日立高校（茨城県代表）      | 0-2           |

- ラグビー部(高校男子)

1988年創部。全国高校ラグビーフットボール大会に6度出場している。第104回大会(2024年)では、1回戦で坂出第一高校と対戦し花園初勝利を収めた。
| 年度 （大会回数） | 回戦  | 対戦高校 （都道府県）          | 試合結果 |
| ----------------- | ----- | ------------------------------ | -------- |
| 2014（第94回）    | 1回戦 | 高岡第一高校（富山県代表）     | 12-15    |
| 2019（第99回）    | 1回戦 | 朝明高校（三重県代表）         | 5-36     |
| 2021（第101回）   | 1回戦 | 鹿児島実業高校（鹿児島県代表） | 0-66     |
| 2022（第102回）   | 1回戦 | 名護高校（沖縄県代表）         | 5-22     |
| 2023（第103回）   | 1回戦 | 松山聖陵高校（愛媛県代表）     | 5-52     |
| 2024（第104回)    | 1回戦 | 坂出第一高校（香川県代表）     | 29-7     |
|                   | 2回戦 | 倉敷高校（岡山県代表）         | 7-65     |

- テニス部

1983年創部。
- 体操競技部

- 卓球部
- バスケットボール部（高校男子・中学男子・中学女子）
- 陸上競技部
- バレーボール部（高校男子・高校女子）
- 柔道部
- 空手道部（高校男子・高校女子）
- バドミントン部
- 剣道部
- ダンス部（高校男子・高校女子）
- ソフトテニス部（高校男子・中学男子）

文化クラブ
- 書道部
- 華道部
- 茶道部
- 科学部
- ESS部
- パソコン部

- 将棋部
- 合唱部
- 放送新聞部
- 演劇部
- 美術部
- 吹奏楽部
- 漫画研究部
- かるた愛好会
- ギター愛好会

## 行事
9月には光雲祭があり、文化祭と体育祭が連続して行われる。文化祭は非公開（保護者、OB、OGは入場可能）である。体育祭は一般開放されており、毎年大人数が見学にくる。
中学の卒業式が2月の公立高校推薦入試終了直後に、高校の卒業式が1月の共通テスト終了直後に行われる。これは、3月後半まで大学入試があるので、直前に多忙にならないようにするためである。ただし、2・3月には補習も行われるので卒業式の後も学校へ来る生徒も多い。
視聴覚行事が春、冬の年に2回行われる。春の視聴覚行事は落語、演劇、歌舞伎、中国舞踊など多彩で、冬の視聴覚行事は大阪フィルハーモニー交響楽団によるクラシック鑑賞が定番となっている。

## 関連校
- 近畿大学附属高等学校・中学校（大阪府東大阪市）
- 近畿大学附属新宮高等学校・中学校（和歌山県新宮市）
- 近畿大学附属豊岡高等学校・中学校（兵庫県豊岡市）
- 近畿大学附属福岡高等学校（福岡県飯塚市）
- 近畿大学附属広島高等学校・中学校福山校（広島県福山市）
- 近畿大学附属広島高等学校・中学校東広島校（広島県東広島市）

## アクセス
- JR阪和線和歌山駅から
和歌山バス86・87・88系統《鳴滝団地》ゆき約20分「近畿大学附属和歌山校前」下車すぐ
- 南海本線和歌山市駅から
和歌山バス88系統《鳴滝団地》ゆき、83系統《川永団地》ゆき約20分「近畿大学附属和歌山校前」下車すぐ
- 南海本線和歌山大学前駅から
和歌山バス89系統《鳴滝団地》ゆき約17分「近畿大学附属和歌山校前」下車すぐ
- 紀の川市、岩出市、JR紀伊駅、JR六十谷駅方面から
和歌山バス那賀38・39系統《近畿大学付属和歌山校前》ゆき終点で下車すぐ

## 著名な卒業生
- 上赤坂佳孝 - 元社会人サッカー選手
- 松尾直人 - 元プロサッカー選手
- 松原優吉 - プロサッカー選手
- 西埜植颯斗 - プロサッカー選手
- 梅田紘一 - 男子セブンズ日本代表ナショナルチームディレクター